# Salvaleón
Salvaleón é um município da Espanha na comarca de Sierra Suroeste, província de Badajoz, comunidade autónoma da Estremadura, de área 71,8 km². Em 2021 tinha 1 692 habitantes (densidade: 23,6 hab./km²).

## Demografia
| Variação demográfica do município entre 1991 e 2004 [carece de fontes?] | Variação demográfica do município entre 1991 e 2004 [carece de fontes?] | Variação demográfica do município entre 1991 e 2004 [carece de fontes?] | Variação demográfica do município entre 1991 e 2004 [carece de fontes?] |
| ----------------------------------------------------------------------- | ----------------------------------------------------------------------- | ----------------------------------------------------------------------- | ----------------------------------------------------------------------- |
| 1991                                                                    | 1996                                                                    | 2001                                                                    | 2004                                                                    |
| 2497                                                                    | 2350                                                                    | 2173                                                                    | 2177                                                                    |